# أليس لي
أليس لي (بالإنجليزية: Alice Lee)‏ هي مغنية وممثلة أمريكية، ولدت في 12 أبريل 1989 بغلينفيو في الولايات المتحدة.

## وصلات خارجية
- أليس لي على موقع IMDb (الإنجليزية)
- أليس لي على موقع ميوزك برينز (الإنجليزية)
- أليس لي على موقع قاعدة بيانات الفيلم (الإنجليزية)